# Jules Kalmbacher

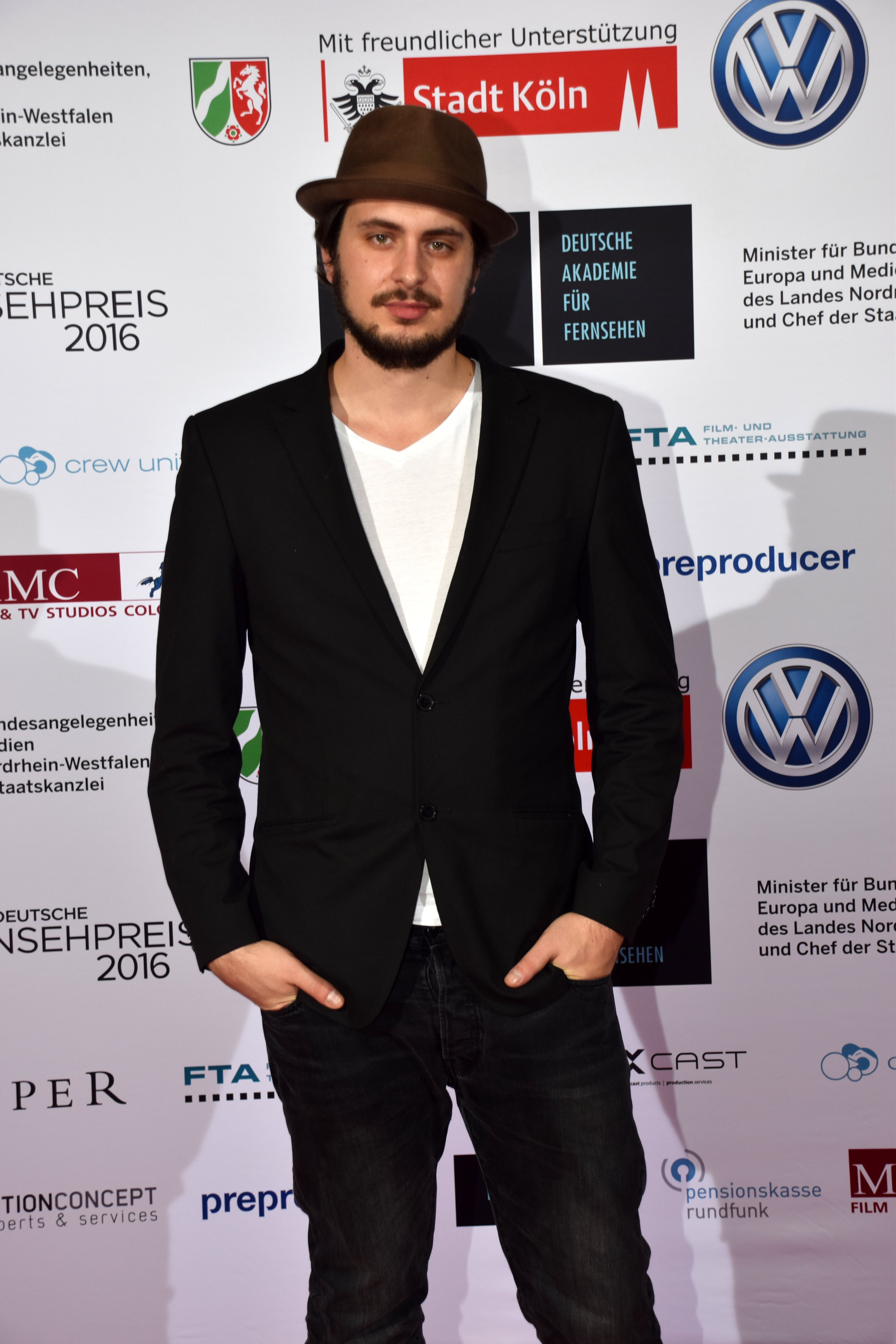
Jules Kalmbacher (Preisverleihung der Deutschen Akademie für Fernsehen 2015)

Jules Kalmbacher (* 18. Oktober 1990 in Erbach als Julius Kalmbacher) ist ein deutscher Songwriter, Musikproduzent, Filmkomponist und Unternehmer.

## Werdegang
Jules Kalmbacher nahm ab seinem 6. Lebensjahr Unterricht in Klavier, Schlagzeug und Gitarre. Nach seinem Abitur im Jahr 2010 zog er nach Mannheim und absolvierte dort das Studium Musikbusiness an der Popakademie Baden-Württemberg.
Während eines Praktikums im Alter zwischen 18 und 21 Jahren bei Peripherique und Naidoo-Herberger Produktion, begann er Musik für Künstler und Projekte zu schreiben, zu produzieren und Filmmusiken zu komponieren. Dabei entstanden Werke mit Bausa, Lotte, Wilhelmine, Kayef, Wolfgang Niedecken, Johannes Oerding, Kool Savas, Silbermond, Joris, Cro, The BossHoss und Mark Forster. Kalmbacher produzierte offizielle Remixe für Künstlerinnen und Künstler wie Imagine Dragons, Jamie Cullum und Lewis Capaldi.
Für seine Arbeit wurde er mehrfach mit Gold- und Platin-Awards ausgezeichnet. Kalmbacher erhielt 2017 den Radiopreis 1 Live Krone für Beste Single mit Mark Forster für den Titel Sowieso. Die offiziellen deutschen Charts überreichten Kalmbacher mehrfach den Nummer 1 Award für mehr als 7 Mitwirkungen an Nr.-1-Alben und -Single-Produktionen.
Als Filmkomponist schrieb Kalmbacher die Filmmusik für verschiedene deutsche TV-Produktionen und mehrere Kinofilme, z. B. für Harms, Bad Cop (RTL), Spuren der Rache (ARD, Degeto), Nur mit Dir zusammen (ARD, Degeto), Seit Du da bist (Oberon Film). Für die Musik zum Drama Letzte Ausfahrt Sauerland (ARD, Degeto) wurde er unter anderem für den Fernsehpreis für beste Filmmusik 2015 von der Akademie für Fernsehen nominiert.
Als Moderator des Musikformats Hookline von ZDF Funk arbeitete Kalmbacher auch vor der Kamera. Für das Format One Night Song (Vox) war er als Musical Director vor und hinter der Kamera tätig. Für die Formate The Voice of Germany und Sing Meinen Song-Das Tauschkonzert war Kalmbacher zeitweise als Autor, Arrangeur und Musikproduzent tätig.
Im Jahr 2020 gründete Kalmbacher zusammen mit seinen Geschäftspartnern Moritz Schunk und Jens Schneider das Musiklabel Good Kid Records, sowie den Musikverlag Good Kid Publishing in Partnerschaft mit der Universal Music Group und BMG.
Jules Kalmbacher ist als Dozent an der Popakademie Baden-Württemberg tätig und seit 2017 festes Jury-Mitglied des Bandpools.
Als Mitglied des Leitungsteams der Fachgruppe Verso engagiert sich Kalmbacher mit Kollegen für die Stärkung der Rechte von Urhebern in Deutschland.

## Diskografie (Auswahl)
- Esther Graf – Urlaub, 2023[18]
- 1986zig / Kool Savas – Zeiten ändern nichts, 2023
- Alice Merton – Future, 2022
- Florian Künstler – Kleiner Finger Schwur, 2023
- Tim Bendzko – Dieses Mal, 2023
- He/Ro – Unglaublich, 2023
- Senta – Das Beste am Tag, 2023
- Alexander Eder – Immer müde, 2023
- Juan Daniél – ¡Viva la vida!, 2023
- Alexander Eder – Unsterblich, 2023
- Elif – Warum lügst du mich an, 2023
- Florian Künstler – Unsichtbar, 2022
- Swiss – Uns gehört die Nacht, 2022
- Esther Graf – Sad = Sexy, 2022
- Wilhelmine – Eins sein, 2022
- Will Church x Charming Horses – My Oh My, 2022
- Isabella Luna – Yalla Bye Bye, 2022
- Milow – Guinness Book Of Records, 2022
- Silbermond / 1986zig – Nie wieder schlafen, 2022
- Lotte – So wie ich, 2022
- Florian Künstler & Elen – Wovor hast du Angst, 2022
- Alice Merton – Same Team, 2022
- Alexander Eder – 7 Stunden, 2022
- Vanessa Mai – Bitte geh nicht, 2022
- Elif x PA Sports – Ich denk an dich, 2022
- Mike Singer feat. Madeline Juno – Mehr von dir, 2022
- 1986zig – Kopf aus, 2022
- Max Mutzke – Gute Geschichten, 2021
- Lost – Down bist, 2021
- Namika – Ein Monolog, 2021
- Jan-Marten Block – Break Out, 2021
- Mike Singer / Vanessa Mai – Als ob du mich liebst, 2021
- Noah Levi – Was Helden tun, 2021
- Lost x Lloyd – P-White Down, 2021
- Vanessa Mai x Ardian Bujupi – Landebahn, 2021
- Juan Daniél – Corazón, 2021
- Emily Roberts – I Don’t Owe You Shit, 2021
- Kool Savas x Alexa Feser – Der stärkste Mann, 2021
- Joris – True Love, 2021
- Knappe – Immer nur wir zwei, 2021
- Vanessa Mai – Ruf nicht mehr an, 2021
- Joel Brandenstein – Dein Applaus, 2020
- Wilhelmine – Komm wie du bist, 2020
- Mijo – Es lebe hoch, 2020
- Juan Daniél – Buenos momentos, 2020
- Lotte – Mehr davon, 2020
- Florian Künstler – Wie geht’s dir eigentlich, 2020
- Julian – Le Play Still, 2020
- Vanessa Mai – Zuhause (Christmas Time), 2020
- Mike Singer x Kayef – Lass mich los, 2020
- Vanessa Mai / Sido – Happy End, 2020
- Lotte – Neonlicht, 2019
- Andrea Berg feat. Xavier Naidoo – Ich bin wegen dir hier, 2019
- Vanessa Mai & Xavier Naidoo – Hast Du jemals, 2019
- Jeanette Biedermann – In den 90ern, 2019
- Lotte & Max Giesinger – Auf das, was da noch kommt, 2019
- Jona Bird – Liebe kann jeder, 2018
- Sasha – Bei meiner Seele, 2018
- Joris – Das sind wir, 2018
- Gregor Meyle Weck mich niemals auf, 2018
- Amanda Meine Frau, 2017
- Xavier Naidoo – Bei dir sein, 2017
- Amanda feat. Mark Forster – Karussell, 2017
- Xavier Naidoo – Hoch entwickelt, 2017
- Amanda – Blau, 2017
- Xavier Naidoo – Nimm mich mit, 2017
- Xavier Naidoo – Gib mir Liebe, 2017
- Mark Forster – Sowieso, 2017
- Amanda feat. Sido – Blau, 2017
- Mark Forster – Selfie, 2016
- Ira May – In My Heart, 2016
- Scala & Kolacny Brothers – Bei meiner Seele, 2015
- Joris – Feuerwerk, 2015
- Ira May – Talking Again, 2014
- Sam [DE Rap] – Fallen, 2014
- Xavier Naidoo – Das Aufgebot, 2013
- Xavier Naidoo feat. Moses Pelham – Deine Last, 2013
- Xavier Naidoo – Bei meiner Seele, 2013